# Cannibal Corpse
Cannibal Corpse  so ameriška metal skupina, ki ustvarja v slogu Death Metal, Brutal Death Metal. Oblikovana je bila leta 1988 v Buffalo, New York. Skupina je izdala trinajst studijskih albumov, eno zbirko albumov in en album v živo. Znani so po nasprotujočih in skrajno grobih besedilih in slogu. So ena najuspešnejših death metal skupin, prodali so preko milijon plošč vključno 558,929 v ZDA, brez kakršnekoli televizijske ali radijske predstavitve plošč in tako so postali ena najuspešnejših in najbolj prodajanih death metal skupin na svetu. Kratko vlogo so dobili v filmu Ace Ventura in Pet Detective, saj so najljubša skupina igralca Jima Carreya.

## Zgodovina
Na Cannibal Corpse so vplivale thrash metal skupine kot Slayer, Anthrax, Kreator, Sodom in druge death metal skupine kot so Morbid Angel, Autopsy, Death in Obituary. Znani so po nasprotujočih in skrajno grobih besedilih in slogu. Skupina Cannibal Corpse je bila ustvarjena iz prejšnjih članov Buffalskih death metal skupin, Beyond Death (Webster, Owen), Leviathan (Barnes) in Tirant Sin (Barnes, Rusay, Mazurkiewicz). Skupina je igrala njihov prvi nastop v Buffalo's River Rock Cafe v aprilu 1989, kmalu po snemanju demo albuma, ki je vseboval 5 pesmi. Znotraj prvega leta nastopanja je skupina podpisala pogodbo z Metal Blade Records, in tako so avgusta 1990 izdali svoj prvi studijski album Eaten Back To Life. Skupina je skoz leta imela veliko sprememb. V letu 1993 je skupina našla kitarista Boba Rusaya, ki je pozneje bil odpuščen (zatem je postal inštruktor golfa) in končno ga je nadomestil kitarist Malevolent Creation Rob Barrett. V letu 1995 je pevec Chris Barnes bil odpuščen iz skupine in (postal je član od skupine Six Feet Under in pozneje Torture Killer), nadomestil ga je pevec od skupine Monstrosity George »Corpsegrinder« Fisher. V letu 1997 je Barret, ki je nadomestil Rusaya zapustil skupino in se je pridružil svoji stari skupini Malevolent Creation. Po tem ko je Barret odšel ga je nadomestil kitarist Pat O’Brien, ki je se je pojavil na njihovem Gallery of Suicide, ki je bil izdan leta 1998. Kitarist Jack Owen je zapustil Cannibal Corpse v letu 2004, da bi lahko preživel več časa s svojo drugo skupino Adrift. Pridružil se je Deicide v letu 2005. Jeremy Turner iz Origin ga je nadomestil kot drugega kitarista leta 2004 na turi Tour of the Wretched. Barrett se je nazaj pridružil skupini leta 2005 in igral je na albumu Kill, ki je bil izdan marca 2006. Pisanje besedil za naslednji album se je pričelo v novembru 2007, kot je rekel basist Alex Webster v intervjuju. Evisceration Plague je enajsti studijski album od Cannibal Corpse. Izdan je bil 3. februarja 2009.

## Zasedba

### Trenutna zasedba
- George »Corpsegrinder« Fisher - vokal (1996-)
- Pat O'Brien - kitara (1997-)
- Alex Webster - bas (1988-)
- Paul Mazurkiewicz - bobni (1988-)
- Rob Barret - kitara (1993-1998, 2005)

### Nekdanji člani
- Chris Barnes - vokal (1988-1995)
- Bob Rusay - kitara (1988-1993)
- Jeremy Turner - kitara (2004)
- Jack Owen - kitara (1988-2004)

## Diskografija

#### Studijske izdaje
- Cannibal Corpse - (Demo, 1989)
- Eaten Back to Life - (1990, ponovno izdano 2002)
- Butchered at Birth - (1991, ponovno izdano 2002)
- Tomb of the Mutilated - (1992, ponovno izdano 2002)
- Hammer Smashed Face (EP, 1993)
- The Bleeding - (1994)
- Vile - (1996)
- Gallery of Suicide - (1998)
- Bloodthirst - (1999)
- Gore Obsessed - (2002)
- Worm Infested - (EP, 2002)
- 15 Year Killing Spree - (2003)
- The Wretched Spawn - (2004)
- Kill - (2006)
- Evisceration Plague - (2009)
- Torture - (2012)
- A Skeletal Domain - (2014)
- Red Before Black - (2017)
- Violence Unimagined - (2021)

#### Posnetki v živo in drugo
- Monolith of Death Tour 1996-1997 (VHS, 1997)
- Live Cannibalism (v živo, 2000)
- Live Cannibalism (VHS/DVD, 2000)
- 15 Year Killing Spree (zbirateljska izdaja, 2004)